# Fréchet-Aure
Fréchet-Aure è un comune francese di 13 abitanti situato nel dipartimento degli Alti Pirenei nella regione dell'Occitania.

## Società

### Evoluzione demografica
Abitanti censiti